# Cuesta Chada
La cuesta Chada es un paso de montaña en Chile, ubicado entre la Región Metropolitana y la Región de O'Higgins. Se inicia en el extremo sur de la cuenca de Santiago, en la localidad de Chada de la comuna de Paine. Luego sigue rumbo al sur subiendo por el cordón montañoso que conecta la cordillera de los Andes con el cerro Challay, hasta su descenso en la ribera norte del río Peuco, en la aldea de O'Higgins de Pilay, comuna de Mostazal, en el extremo norte de la cuenca de Rancagua. La vía, denominada G-45, corre paralela a la Ruta 5 Sur en el sector de Angostura de Paine, sirviendo de alternativa a ésta. El camino fue mejorado en 2019, y cuenta con un mirador hacia el valle del Maipo.

## Historia
En el periodo prehispánico, la principal vía de conexión entre los valles del Maipo y del Cachapoal fue a través de la cuesta Chada, considerando que la actual ruta por la Angostura de Paine era un pantano difícil de cruzar. Así, la cuesta Chada es uno de los caminos más antiguos de la zona según los antecedentes arqueológicos recolectados, que evidencian el paso recurrente de los incas por sus laderas.
Ya en tiempos coloniales, por la cuesta Chada pasaba el denominado Camino Real a la Frontera, que unía Santiago y Concepción por el valle central.
En la cuesta Chada fueron encontradas los restos de 17 campesinos que fueron ejecutados durante la dictadura militar. En 2014, la Corporación Paine “Un lugar para la memoria” y la Agrupación de Familiares de Detenidos Desaparecidos y Ejecutados de Paine, en el marco de la Conmemoración del Día Internacional del Detenido Desaparecido, inauguraron un memorial en homenaje a los campesinos ejecutados en el cerro Redondo en la cuesta Chada.